# Catapicephala micans
Catapicephala micans är en tvåvingeart som först beskrevs av Fabricius 1805.  Catapicephala micans ingår i släktet Catapicephala och familjen spyflugor. Inga underarter finns listade i Catalogue of Life.